# Кастро (город)
Кастро (исп. Castro) — город в Чили. Административный центр одноимённой коммуны и провинции Чилоэ. Население — 29 148 человек (2002). Город и коммуна входит в состав провинции Чилоэ и области Лос-Лагос.
Территория коммуны — 472,5 км². Численность населения — 47 365 жителей (2007). Плотность населения — 100,24 чел./км².

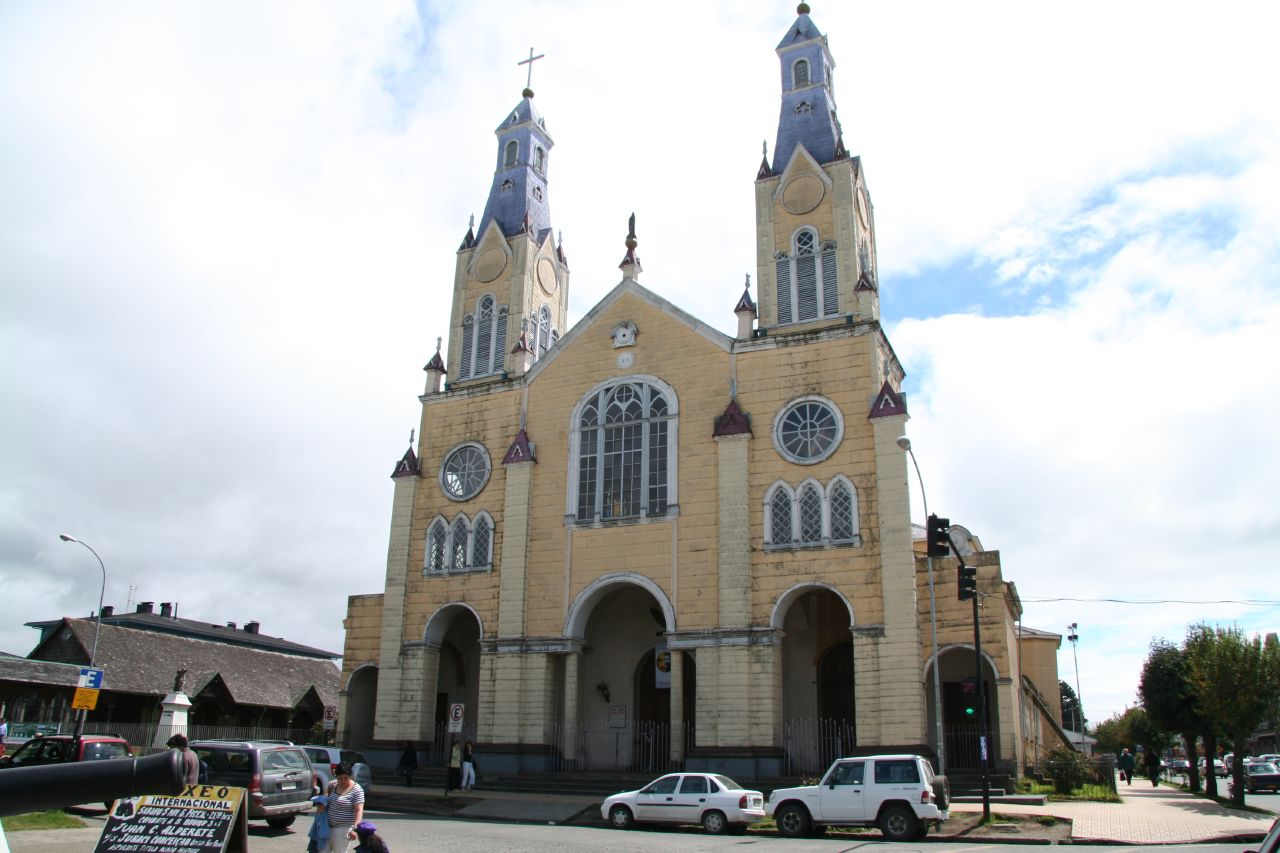
Церковь Апостола Сантьяго

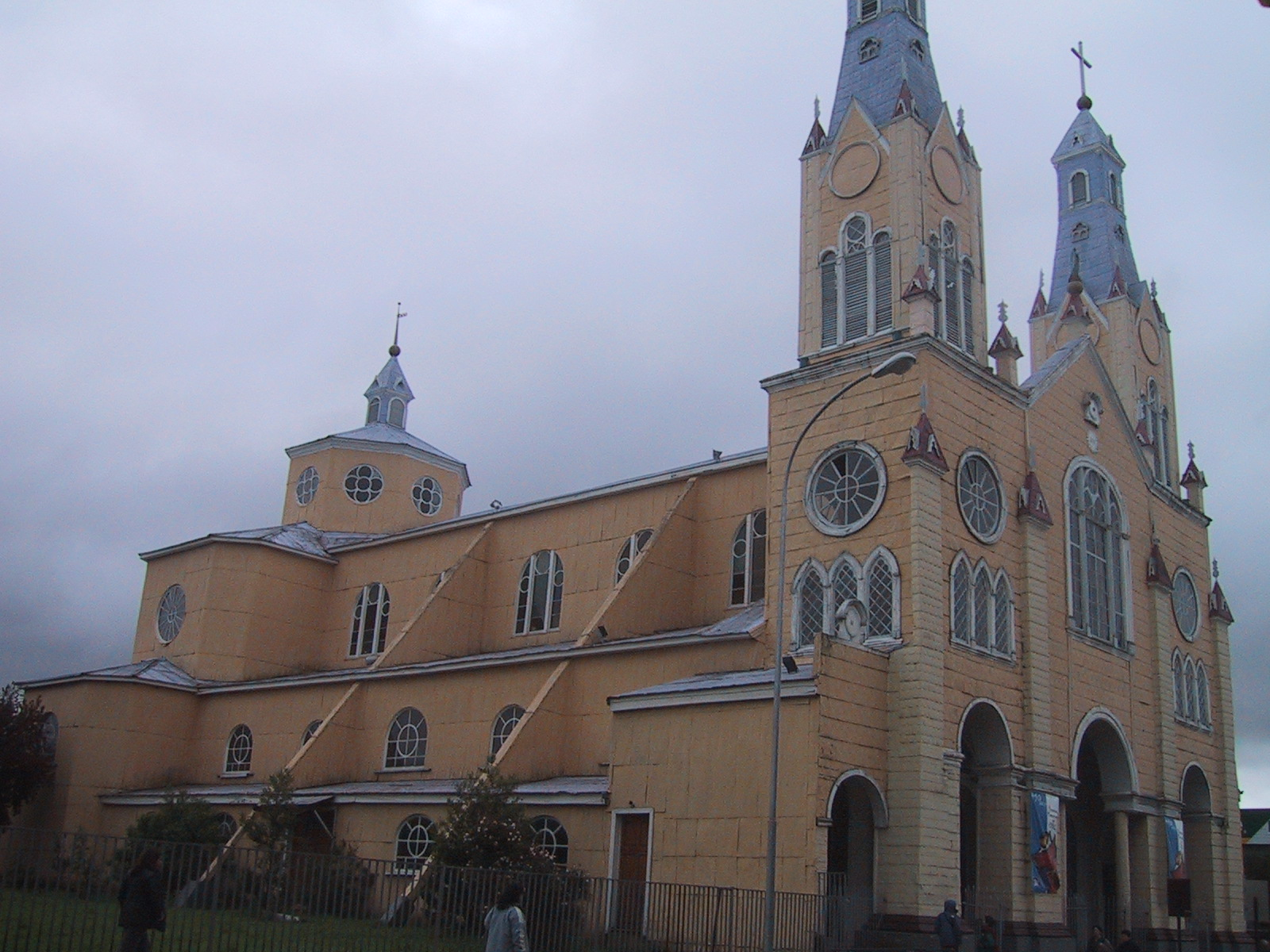

## Расположение
Город расположен на острове Чилоэ в 131 км на юго-запад от административного центра области города Пуэрто-Монт.
Город расположен в восточной части острова на берегу глубоко вдающегося в сушу залива, территория коммуны узкой полосой пересекает центральную часть острова и имеет выход к западному побережью.
Коммуна граничит:
- на севере — c коммуной Далькауэ
- на северо-востоке — c коммуной Курако-де-Велес
- на востоке — с коммуной Кинчао
- на юге — c коммунами Чончи, Пукельдон

На западе коммуны расположен Тихий океан.

## История
Кастро — одно из древнейших европейских поселений на территории Чили, было основано 12 февраля 1567 года. Остров Чилоэ был одной из немногих земель, отвоёванной у мапуче, а Кастро был центром острова. С 1768 года главным центром острова становится Анкуд. Однако 22 мая 1960 года Великое Чилийское землетрясение практически полностью уничтожило Анкуд. Кастро, хоть и пострадал серьёзно, был менее разрушен. С 1982 года город официально становится административным центром провинции Чилоэ.

## Достопримечательности
Деревянные церкви острова Чилоэ признаны Всемирным наследием ЮНЕСКО. Значительная часть их находится в Кастро.

## Демография
Согласно сведениям, собранным в ходе переписи Национальным институтом статистики, население коммуны составляет 47 365 человек, из которых 23 774 мужчины и 23 591 женщина.
Население коммуны составляет 5,96 % от общей численности населения области Лос-Лагос. 27,28 % относится к сельскому населению и 72,72 % — городское население.

## Фотогалерея

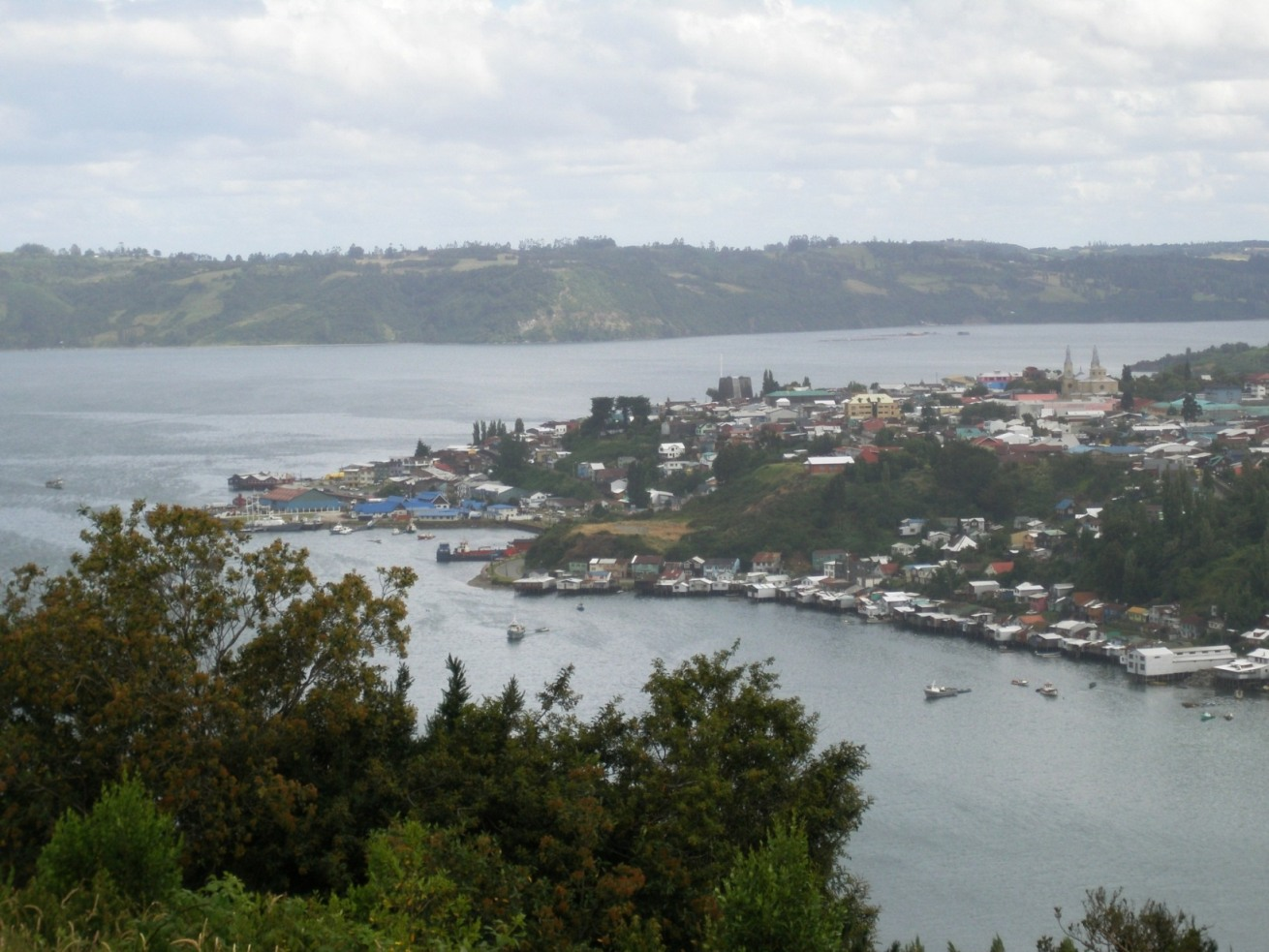
Кастро летом
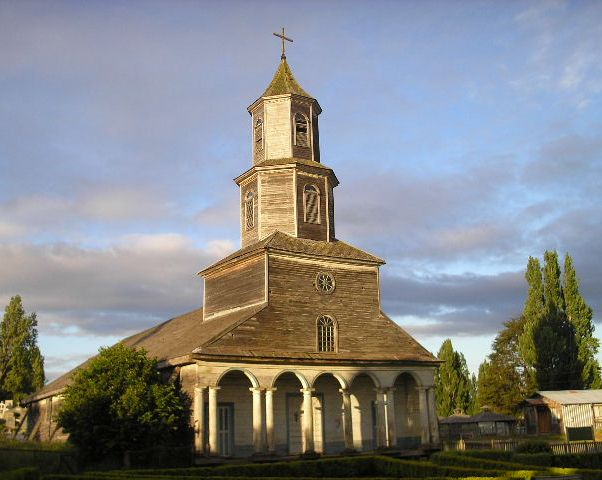
Одна из церквей Кастро